# Musquash River
Musquash River ist ein Fluss in der Muskoka District Municipality der kanadischen Provinz Ontario.
Der Name des Flusses leitet sich vom Abenaki-Wort für die „Bisamratte“ ab. 
Bis 1968 wurden Moon River und Musquash River offiziell als Fortsetzung des Muskoka River bezeichnet.
Der 29 km lange Musquash River zweigt unterhalb von „Moon Chute“ links vom Moon River ab. 
Er passiert die beiden Wasserkraftwerke Ragged Rapids und Big Eddy.
Anschließend fließt er in den Go Home Lake. Ein Teil des Wassers verlässt den See über den Go Home River, während der Rest über den Go Home Lake Dam als Musquash River weiterfließt.
Der Fluss passiert die "Three Rock Chute" um danach in den Musquash Channel in die Georgsbucht und den Huronsee zu münden.

## Wasserkraftwerke
Das Ragged Rapids-Kraftwerk wurde 1938 fertiggestellt. Es hat 2 Turbinen mit einer Gesamtleistung von 8 MW.
Das Big Eddy-Kraftwerk wurde 1913 fertiggestellt. Mit 2 Turbinen liefert es 8 MW. 
Beide Wasserkraftwerke werden von Ontario Power Generation betrieben.